# Адзэкура
Адзэку́ра (яп. 校倉) — японский стиль синтоистской, а позже — и буддистской храмовой архитектуры. Основные постройки представляют собой деревянные свайные сооружения с обходной галереей, предназначение которых — хранение зерна и культовые обряды, связанные с завершением полевых работ. То же название носит зернохранилище, расположенное на площади — кура («житница») — массивный, высокий, не имеющий окон сруб, составленный из пересекающихся на углах, трёхгранных больших брёвен, не имеющий постоянных лестниц. Бревна укладываются таким образом, что изнутри образуется гладкая
поверхность. В жару период бревна высыхают, и образовавшиеся щели позволяют проветривать помещение. В дождливый сезон бревна разбухают и изолируют внутреннее пространство, оставляя сухой воздух внутри помещения.
Возник в IV—III веках до н. э.; явился прототипом как первых синтоистских святилищ, так и более поздних царских сокровищниц. Уникальной из числа последних считается сокровищница Сёсоин (748 год) монастыря Тодай-дзи в Наре. Сегодня используется для декоративных целей. Например, наружные стены Национального театра в Токио выполнены в данной технике.